# Мэтьюз, Мэтти
Мэтти Мэтьюз (при рождении — Уильям Роберт Мэтьюз) (англ. Matty Matthews; 13 июля 1873, Нью-Йорк — 6 декабря 1948, Бруклин, Нью-Йорк, США) — американский боксёр, дважды чемпион мира по боксу в полусреднем весе (1900—1901).

## Биография
В начале своей карьеры некоторое время работал спарринг-партнёром у друга и видного британского боксёра полусреднего и среднего веса Томми Уэста, который руководил школой бокса в Бруклине.
К 1915 году начал работать столяром сцены, позже строителем и столяром, к 1918 году — судостроителем на верфи.
3 марта 1893 года успешно дебютировал в профессиональном бою против другого калифорнийца Джека Демпси, одержав классическую победу техническим нокаутом в 8-м раунде . Во втором бою впервые проиграл Джо Берку. 4 мая 1900 года он провёл ничью в десяти раундах с Кидом Паркером в Денвере, штат Колорадо.
16 октября 1900 года боксировал с Рубеном Фернсом на универсальном чемпионате мира, выиграв 15 раундов по очкам. Удерживал этот титул до 24 мая 1901 года, проиграв в матче-реванше Фернсу нокаутом в 10-м раунде.
Его последний бой состоялся 19 августа 1908 года против американца ирландского происхождения Пэтси Суини, который он единогласно выиграл по очкам0